# Saison 2024 de l'équipe cycliste Bahrain Victorious
La saison 2024 de l'équipe cycliste Bahrain Victorious est la huitième de cette équipe.

## Coureurs et encadrement technique

### Effectif
| Coureur               | Date de Nais.     | Nationalité     | Équipe en 2023                   | Vict. | Cont.             | Maillot dist.      |
| --------------------- | ----------------- | --------------- | -------------------------------- | ----- | ----------------- | ------------------ |
| Yukiya Arashiro       | 22 septembre 1984 | Japon           | Bahrain Victorious               | 0     | 01/2017 - 12/2024 |                    |
| Nikias Arndt          | 18 novembre 1991  | Allemagne       | Bahrain Victorious               | 0     | 01/2023 - 12/2027 |                    |
| Phil Bauhaus          | 8 juillet 1994    | Allemagne       | Bahrain Victorious               | 2     | 01/2019 - 12/2027 |                    |
| Pello Bilbao          | 25 février 1990   | Espagne         | Bahrain Victorious               | 1     | 01/2020 - 12/2026 |                    |
| Alberto Bruttomesso   | 30 octobre 2003   | Italie          | Cycling Team Friuli ASD          | 0     | 01/2024 - 12/2026 |                    |
| Santiago Buitrago     | 26 septembre 1999 | Colombie        | Bahrain Victorious               | 1     | 01/2020 - 12/2026 |                    |
| Nicolò Buratti        | 7 juillet 2001    | Italie          | Bahrain Victorious               | 0     | 04/2023 - 12/2025 |                    |
| Damiano Caruso        | 12 octobre 1987   | Italie          | Bahrain Victorious               | 0     | 01/2019 - 12/2025 |                    |
| Matevž Govekar        | 17 avril 2000     | Slovénie        | Bahrain Victorious               | 2     | 06/2022 - 12/2027 |                    |
| Kamil Gradek          | 17 septembre 1990 | Pologne         | Bahrain Victorious               | 0     | 01/2022 - 12/2026 |                    |
| Jack Haig             | 6 septembre 1993  | Australie       | Bahrain Victorious               | 0     | 01/2021 - 12/2025 |                    |
| Rainer Kepplinger     | 19 août 1997      | Autriche        | Bahrain Victorious               | 0     | 01/2023 - 12/2025 |                    |
| Ahmed Madan           | 25 août 2000      | Bahreïn         | Bahrain Victorious               | 0     | 01/2021 - 12/2024 | Route              |
| Fran Miholjević       | 2 août 2002       | Croatie         | Bahrain Victorious               | 0     | 01/2023 - 12/2025 |                    |
| Matej Mohorič         | 19 octobre 1994   | Slovénie        | Bahrain Victorious               | 2     | 01/2018 - 12/2025 | - Contre-la-montre |
| Andrea Pasqualon      | 2 janvier 1988    | Italie          | Bahrain Victorious               | 0     | 01/2023 - 12/2025 |                    |
| Finlay Pickering      | 27 janvier 2003   | Grande-Bretagne | Trinity Racing                   | 0     | 01/2024 - 12/2026 |                    |
| Wout Poels            | 1er octobre 1987  | Pays-Bas        | Bahrain Victorious               | 1     | 01/2020 - 12/2024 |                    |
| Johan Price-Pejtersen | 26 mai 1999       | Danemark        | Bahrain Victorious               | 0     | 01/2022 - 12/2024 |                    |
| Dušan Rajović         | 19 novembre 1997  | Serbie          | Bahrain Victorious               | 1     | 01/2023 - 12/2024 | - Contre-la-montre |
| Cameron Scott         | 4 janvier 1999    | Australie       | Bahrain Victorious               | 0     | 01/2023 - 12/2024 |                    |
| Robert Stannard       | 16 septembre 1998 | Australie       | Alpecin-Deceuninck               | 0     | 08/2024 - 12/2025 |                    |
| Jasha Sütterlin       | 4 novembre 1992   | Allemagne       | Bahrain Victorious               | 0     | 01/2022 - 12/2024 |                    |
| Antonio Tiberi        | 24 juin 2001      | Italie          | Bahrain Victorious               | 1     | 06/2023 - 12/2027 |                    |
| Torstein Træen        | 16 juillet 1995   | Norvège         | Uno-X Pro Cycling Team           | 1     | 01/2024 - 12/2025 |                    |
| Sergio Tu             | 24 février 1997   | Taïwan          | Bahrain Victorious               | 0     | 01/2023 - 12/2025 | - Contre-la-montre |
| Łukasz Wiśniowski     | 7 décembre 1991   | Pologne         | EF Education-EasyPost            | 0     | 03/2024 - 12/2024 |                    |
| Fred Wright           | 13 juin 1999      | Royaume-Uni     | Bahrain Victorious               | 0     | 01/2020 - 12/2025 |                    |
| Edoardo Zambanini     | 21 avril 2001     | Italie          | Bahrain Victorious               | 0     | 01/2022 - 12/2026 |                    |
| Coureurs stagiaires   |                   |                 |                                  |       |                   |                    |
| Daniel Skerl          | 21 mars 2003      | Italie          | CTF Victorious                   | 0     | 08/2024 - 12/2024 |                    |
| Max van der Meulen    | 13 janvier 2004   | Pays-Bas        | CTF Victorious                   | 0     | 08/2024 - 12/2024 |                    |
| Vlad Van Mechelen     | 2 juin 2004       | Belgique        | Development dsm-firmenich PostNL | 0     | 08/2024 - 12/2024 |                    |

### Encadrement technique
| Poste                          | Identité |
| ------------------------------ | --- |
| Manager général                | Milan Eržen |
| Directeur sportif              | Gorazd Štangelj |
| Assistants directeurs sportifs | Andrea Fusaz, Borut Božič, Enrico Poitschke, Franco Pellizotti, Michał Gołaś, Neil Stephens, Roman Kreuziger, Sonny Colbrelli, Tim Kennaugh, Vladimir Miholjević, Xavier Florencio |

## Champions nationaux, continentaux et mondiaux
| Date         | Course                                      | Maillot | Coureurs              | Pays     | Lieu    |
| ------------ | ------------------------------------------- | ------- | --------------------- | -------- | ------- |
| 20 juin 2024 | Championnat de Slovénie du contre-la-montre |         | Matej Mohorič         | Slovénie | Trebnje |
| 21 juin 2024 | Championnat de Serbie du contre-la-montre   |         | Dušan Rajović         | Serbie   | Erdevik |
| 21 juin 2024 | Championnat du Danemark du contre-la-montre |         | Johan Price-Pejtersen | Danemark | Herning |

## Classement UCI par équipes
Le classement UCI par équipes se calcule en comptabilisant les points des 20 meilleurs coureurs de l'équipe. Ce classement est calculé avec les points acquis lors de l'année civile. Au terme d'une période de trois ans (2023-2025), les dix-huit meilleures équipes recevront une licence World Tour pour la prochaine période (2026-2028).
| Classement UCI (par équipes) au 20 octobre 2024 | Classement UCI (par équipes) au 20 octobre 2024 | Classement UCI (par équipes) au 20 octobre 2024 | Classement UCI (par équipes) au 20 octobre 2024 | Classement UCI (par équipes) au 20 octobre 2024 |
| #                                               | Équipe                                          | 2024                                            | Diff.                                           |                                                 |
| ----------------------------------------------- | ----------------------------------------------- | ----------------------------------------------- | ----------------------------------------------- | ----------------------------------------------- |
| 1                                               | UAE Team Emirates                               | 37407,60                                        | -                                               |                                                 |
| 2                                               | Team Visma-Lease a Bike                         | 20427,98                                        | 16979,62                                        |                                                 |
| 3                                               | Soudal Quick-Step                               | 18153,97                                        | 2274,01                                         |                                                 |
| 4                                               | Lidl-Trek                                       | 17989,00                                        | 164,97                                          |                                                 |
| 5                                               | Red Bull-Bora-Hansgrohe                         | 16894,33                                        | 1094,67                                         |                                                 |
| 6                                               | Decathlon AG2R La Mondiale                      | 15930,84                                        | 963,39                                          |                                                 |
| 7                                               | Ineos Grenadiers                                | 15547,97                                        | 382,87                                          |                                                 |
| 8                                               | Alpecin-Deceuninck                              | 15020,00                                        | 527,97                                          |                                                 |
| 9                                               | Lotto Dstny                                     | 12579,29                                        | 2440,71                                         |                                                 |
| 10                                              | Groupama-FDJ                                    | 12357,00                                        | 222,29                                          |                                                 |
| 11                                              | Israel-Premier Tech                             | 11723,33                                        | 633,67                                          |                                                 |
| 12                                              | EF Education-EasyPost                           | 11594,95                                        | 128,38                                          |                                                 |
| 13                                              | Movistar Team                                   | 10879,00                                        | 715,95                                          |                                                 |
| 14                                              | Jayco AlUla                                     | 10625,30                                        | 253,70                                          |                                                 |
| 15                                              | Intermarché-Wanty                               | 9915,00                                         | 710,30                                          |                                                 |
| 16                                              | Team dsm-firmenich PostNL                       | 9646,63                                         | 268,37                                          |                                                 |
| 17                                              | Bahrain Victorious                              | 9547,16                                         | 99,47                                           |                                                 |
| 18                                              | Uno-X Mobility                                  | 8938,67                                         | 608,49                                          |                                                 |
| 19                                              | Arkéa-B&B Hotels                                | 8735,00                                         | 203,67                                          |                                                 |
| 20                                              | Cofidis                                         | 7889,84                                         | 845,16                                          |                                                 |
| 21                                              | Astana Qazaqstan Team                           | 6563,24                                         | 1326,60                                         |                                                 |
| 22                                              | Tudor Pro Cycling Team                          | 5753,33                                         | 809,91                                          |                                                 |

| Liste des vingt coureurs marquant des points pour le classement UCI par équipes 2024. | Liste des vingt coureurs marquant des points pour le classement UCI par équipes 2024. | Liste des vingt coureurs marquant des points pour le classement UCI par équipes 2024. |
| #                                                                                     | Coureur                                                                               | Points                                                                                |
| ------------------------------------------------------------------------------------- | ------------------------------------------------------------------------------------- | ------------------------------------------------------------------------------------- |
| 1                                                                                     | Antonio Tiberi                                                                        | 1656,00                                                                               |
| 2                                                                                     | Pello Bilbao                                                                          | 1492,29                                                                               |
| 3                                                                                     | Matej Mohorič                                                                         | 1148,00                                                                               |
| 4                                                                                     | Santiago Buitrago                                                                     | 1127,29                                                                               |
| 5                                                                                     | Phil Bauhaus                                                                          | 909,00                                                                                |
| 6                                                                                     | Edoardo Zambanini                                                                     | 859,00                                                                                |
| 7                                                                                     | Wout Poels                                                                            | 518,00                                                                                |
| 8                                                                                     | Fred Wright                                                                           | 430,29                                                                                |
| 9                                                                                     | Jack Haig                                                                             | 257,29                                                                                |
| 10                                                                                    | Damiano Caruso                                                                        | 195,00                                                                                |
| 11                                                                                    | Matevž Govekar                                                                        | 171,00                                                                                |
| 12                                                                                    | Nikias Arndt                                                                          | 153,00                                                                                |
| 13                                                                                    | Yukiya Arashiro                                                                       | 115,00                                                                                |
| 14                                                                                    | Torstein Træen                                                                        | 102,00                                                                                |
| 15                                                                                    | Johan Price-Pejtersen                                                                 | 91,71                                                                                 |
| 16                                                                                    | Sergio Tu                                                                             | 85,00                                                                                 |
| 17                                                                                    | Dušan Rajović                                                                         | 67,29                                                                                 |
| 18                                                                                    | Rainer Kepplinger                                                                     | 60,00                                                                                 |
| 19                                                                                    | Andrea Pasqualon                                                                      | 57,00                                                                                 |
| 20                                                                                    | Robert Stannard                                                                       | 53,00                                                                                 |
| TOTAL                                                                                 | TOTAL                                                                                 | 9547,16                                                                               |

| Classement UCI (par équipes) pour les années 2023 et 2024. | Classement UCI (par équipes) pour les années 2023 et 2024. | Classement UCI (par équipes) pour les années 2023 et 2024. | Classement UCI (par équipes) pour les années 2023 et 2024. | Classement UCI (par équipes) pour les années 2023 et 2024. | Classement UCI (par équipes) pour les années 2023 et 2024. |
| #                                                          | Équipe                                                     | 2023                                                       | 2024                                                       | Total                                                      | Diff.                                                      |
| ---------------------------------------------------------- | ---------------------------------------------------------- | ---------------------------------------------------------- | ---------------------------------------------------------- | ---------------------------------------------------------- | ---------------------------------------------------------- |
| 1                                                          | UAE Team Emirates                                          | 30963,18                                                   | 37407,60                                                   | 68370,78                                                   | -                                                          |
| 2                                                          | Team Visma-Lease a Bike                                    | 29654,45                                                   | 20427,98                                                   | 50082,43                                                   | 18288,35                                                   |
| 3                                                          | Soudal Quick-Step                                          | 18702,85                                                   | 18153,97                                                   | 36856,82                                                   | 13225,61                                                   |
| 4                                                          | Lidl-Trek                                                  | 16054,45                                                   | 17989,00                                                   | 34043,45                                                   | 2813,37                                                    |
| 5                                                          | Ineos Grenadiers                                           | 17760,93                                                   | 15547,97                                                   | 33308,90                                                   | 734,55                                                     |
| 6                                                          | Red Bull-Bora-Hansgrohe                                    | 13325,13                                                   | 16894,33                                                   | 30219,46                                                   | 3089,44                                                    |
| 7                                                          | Alpecin-Deceuninck                                         | 14519,25                                                   | 15020,00                                                   | 29539,25                                                   | 680,21                                                     |
| 8                                                          | Groupama-FDJ                                               | 14834,51                                                   | 12357,00                                                   | 27191,51                                                   | 2347,74                                                    |
| 9                                                          | Lotto Dstny                                                | 14112,83                                                   | 12579,29                                                   | 26692,12                                                   | 499,39                                                     |
| 10                                                         | Bahrain Victorious                                         | 15787,81                                                   | 9547,16                                                    | 25334,97                                                   | 1357,15                                                    |
| 11                                                         | Decathlon AG2R La Mondiale                                 | 9096,00                                                    | 15930,84                                                   | 25026,84                                                   | 308,13                                                     |
| 12                                                         | EF Education-EasyPost                                      | 11818,69                                                   | 11594,95                                                   | 23413,64                                                   | 1613,20                                                    |
| 13                                                         | Movistar Team                                              | 10989,53                                                   | 10879,00                                                   | 21868,53                                                   | 1545,11                                                    |
| 14                                                         | Israel-Premier Tech                                        | 10022,00                                                   | 11723,33                                                   | 21745,33                                                   | 123,20                                                     |
| 15                                                         | Jayco AlUla                                                | 10737,65                                                   | 10625,30                                                   | 21362,95                                                   | 382,38                                                     |
| 16                                                         | Intermarché-Wanty                                          | 10492,28                                                   | 9915,00                                                    | 20407,28                                                   | 955,67                                                     |
| 17                                                         | Team dsm-firmenich PostNL                                  | 9102,20                                                    | 9646,63                                                    | 18748,83                                                   | 1658,45                                                    |
| 18                                                         | Cofidis                                                    | 10437,41                                                   | 7889,84                                                    | 18327,25                                                   | 421,58                                                     |
| 19                                                         | Arkéa-B&B Hotels                                           | 7229,00                                                    | 8735,00                                                    | 15964,00                                                   | 2363,25                                                    |
| 20                                                         | Uno-X Mobility                                             | 6569,00                                                    | 8938,67                                                    | 15507,67                                                   | 456,33                                                     |
| 21                                                         | Astana Qazaqstan Team                                      | 7044,44                                                    | 6563,24                                                    | 13607,68                                                   | 1899,99                                                    |
| 22                                                         | TotalEnergies                                              | 5765,00                                                    | 4897,00                                                    | 10662,00                                                   | 2945,68                                                    |

## Classement UCI individuel en fin de saison
| 38  | Antonio Tiberi    | 1656,00 |
| 47  | Pello Bilbao      | 1492,29 |
| 73  | Matej Mohorič     | 1148,00 |
| 75  | Santiago Buitrago | 1127,29 |
| 103 | Phil Bauhaus      | 909,00  |
| 113 | Edoardo Zambanini | 859,00  |
| 200 | Wout Poels        | 518,00  |
| 225 | Fred Wright       | 430,29  |
| 337 | Jack Haig         | 257,29  |
| 443 | Damiano Caruso    | 195,00  |

| 487  | Matevž Govekar        | 171,00 |
| 527  | Nikias Arndt          | 153,00 |
| 625  | Yukiya Arashiro       | 115,00 |
| 678  | Torstein Træen        | 102,00 |
| 727  | Johan Price-Pejtersen | 91,71  |
| 755  | Sergio Tu             | 85,00  |
| 891  | Dušan Rajović         | 67,29  |
| 957  | Rainer Kepplinger     | 60,00  |
| 1009 | Andrea Pasqualon      | 57,00  |
| 1068 | Robert Stannard       | 53,00  |

| 1179 | Kamil Gradek        | 45,29 |
| 1180 | Ahmed Madan         | 45,00 |
| 1233 | Alberto Bruttomesso | 42,00 |
| 1254 | Cameron Scott       | 40,00 |
| 1286 | Finlay Pickering    | 38,00 |
| 1710 | Jasha Sütterlin     | 20,29 |
| 2128 | Nicolò Buratti      | 11,00 |
| 2721 | Fran Miholjević     | 3,00  |
| -    | Łukasz Wiśniowski   | 0,00  |